# Czechowice-Dziedzice
Czechowice-Dziedzice (németül Czechowitz-Dzieditz 1943–45 között Tschechowitz) város Dél-Lengyelországban, a bielski járásban, a Sziléziai vajdaságban. Fontos vasúti csomópont a kelet–nyugati (Trzebinia - Zebrzydowice) és az észak–déli (Katowice–Bielsko-Biała) vasútvonalak keresztezésében.

## Története
A települést elsőnek 14. századból (1302–1319) származó egyházi iratok említik. A későbbi történeti források a 15. században három falut említenek a jelenlegi város területén, amelyek: Czechowice, Dziedzice és Żebraczy. A város kőolajfinomítója fontos szerepet játszott a második világháború során. Az auschwitzi koncentrációs táborrendszerhez tartozó kisebb munkatábor is működött a településen, amely az olajfinomítóhoz a munkásokat adta. A gyárat 1944. augusztus 20-án a szövetségesek lebombázták.

## Galéria

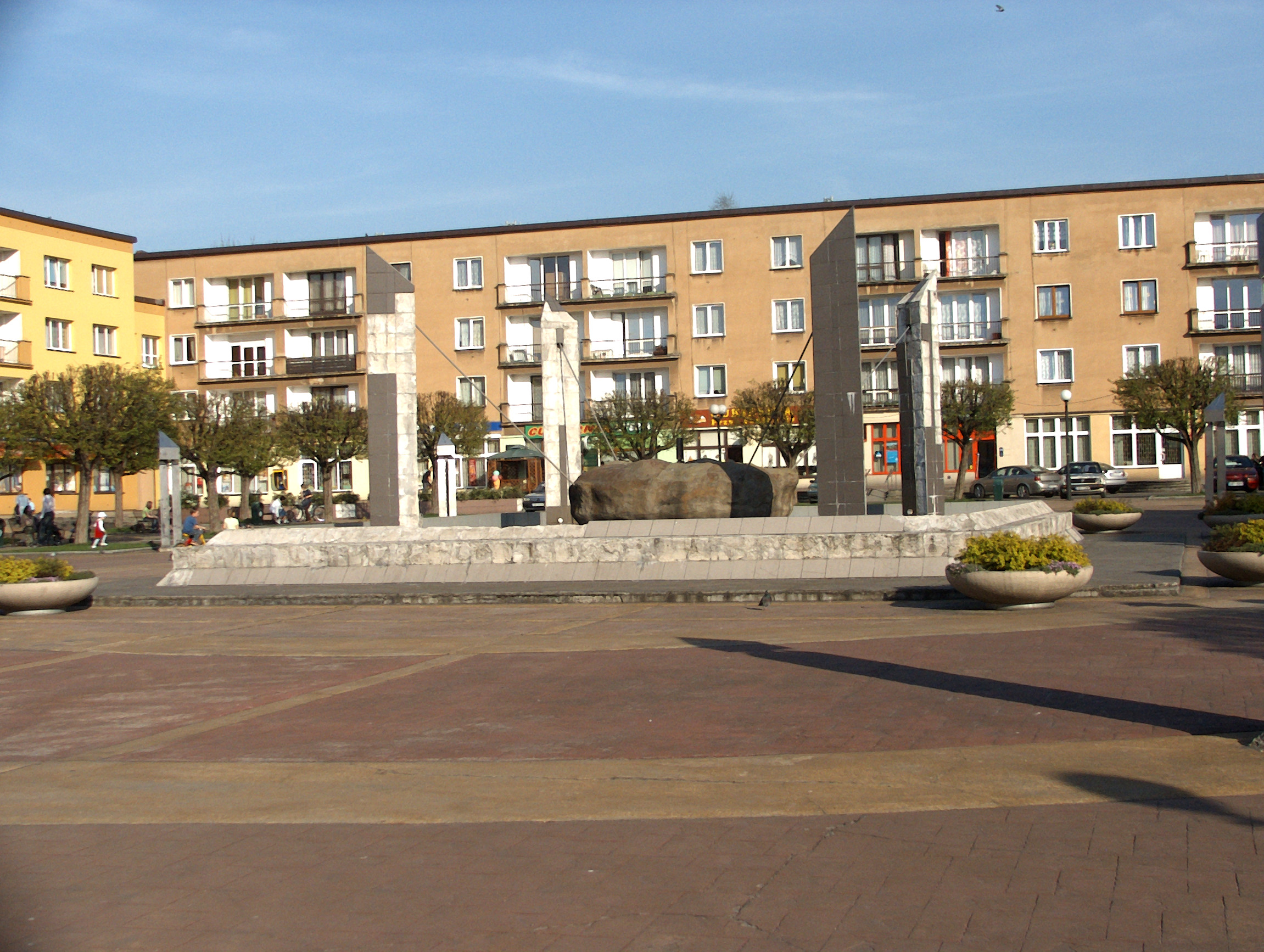
Szökőkút a városban
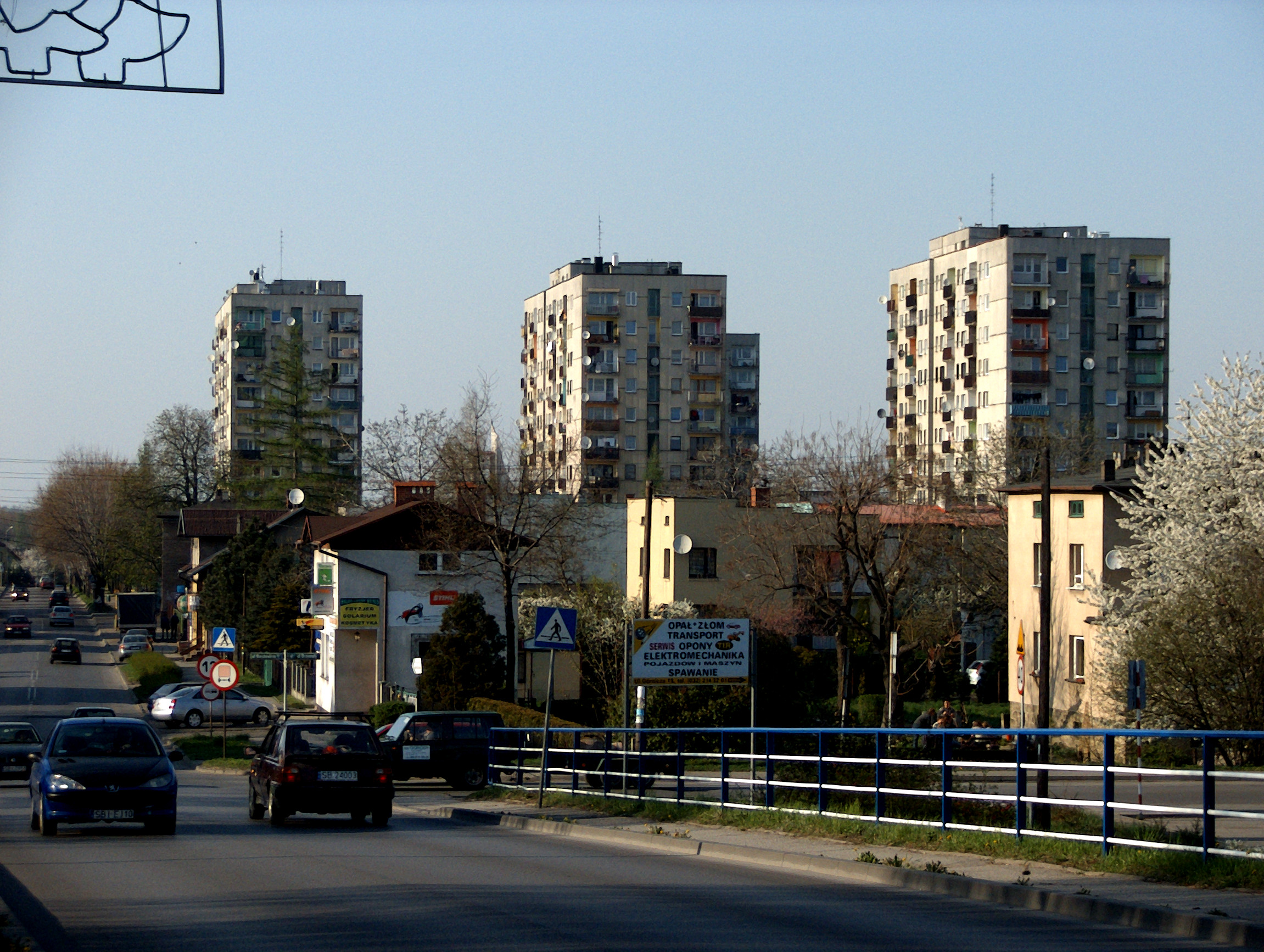
A „Manhattan” lakótelep
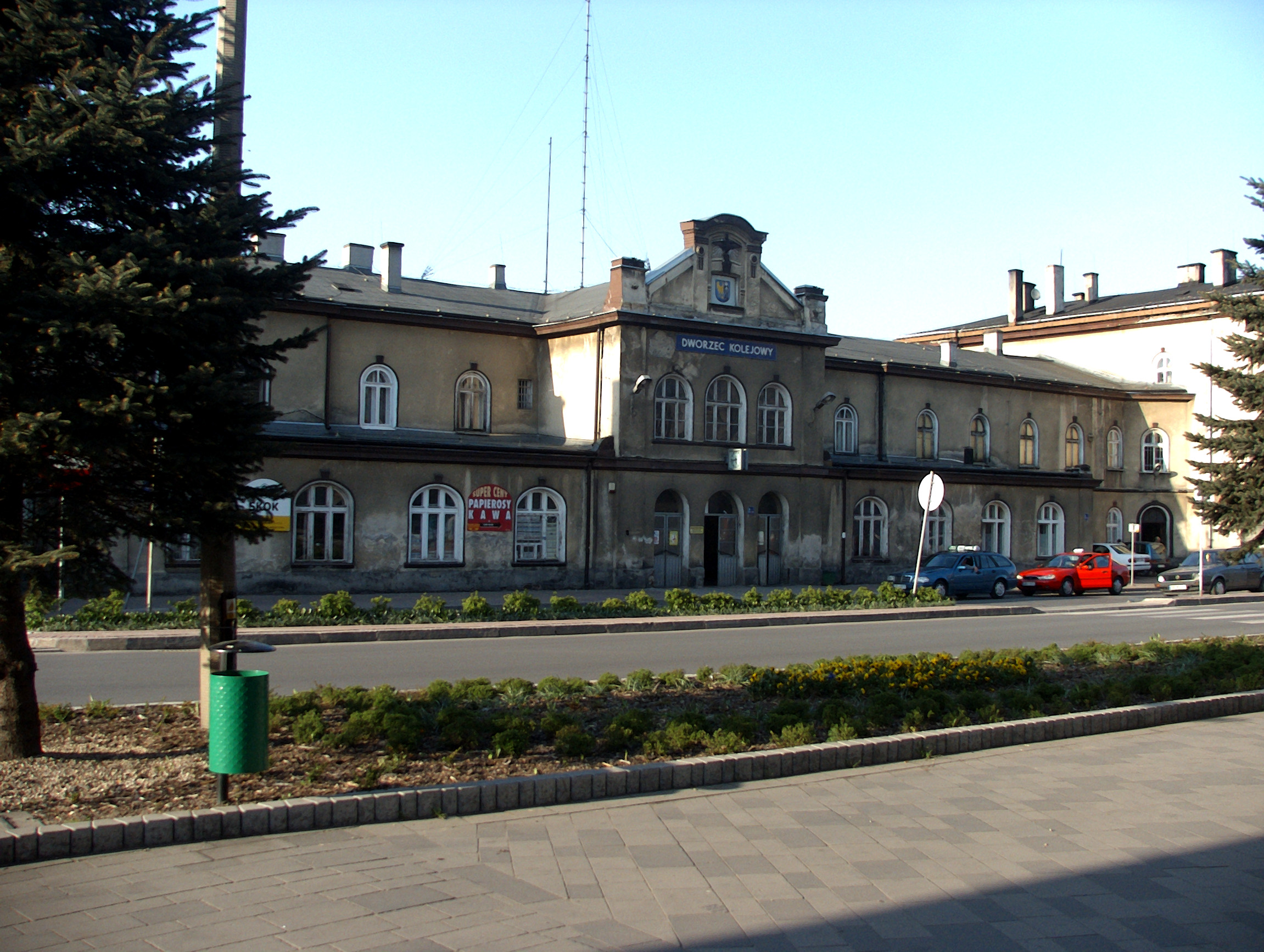
A vasútállomás
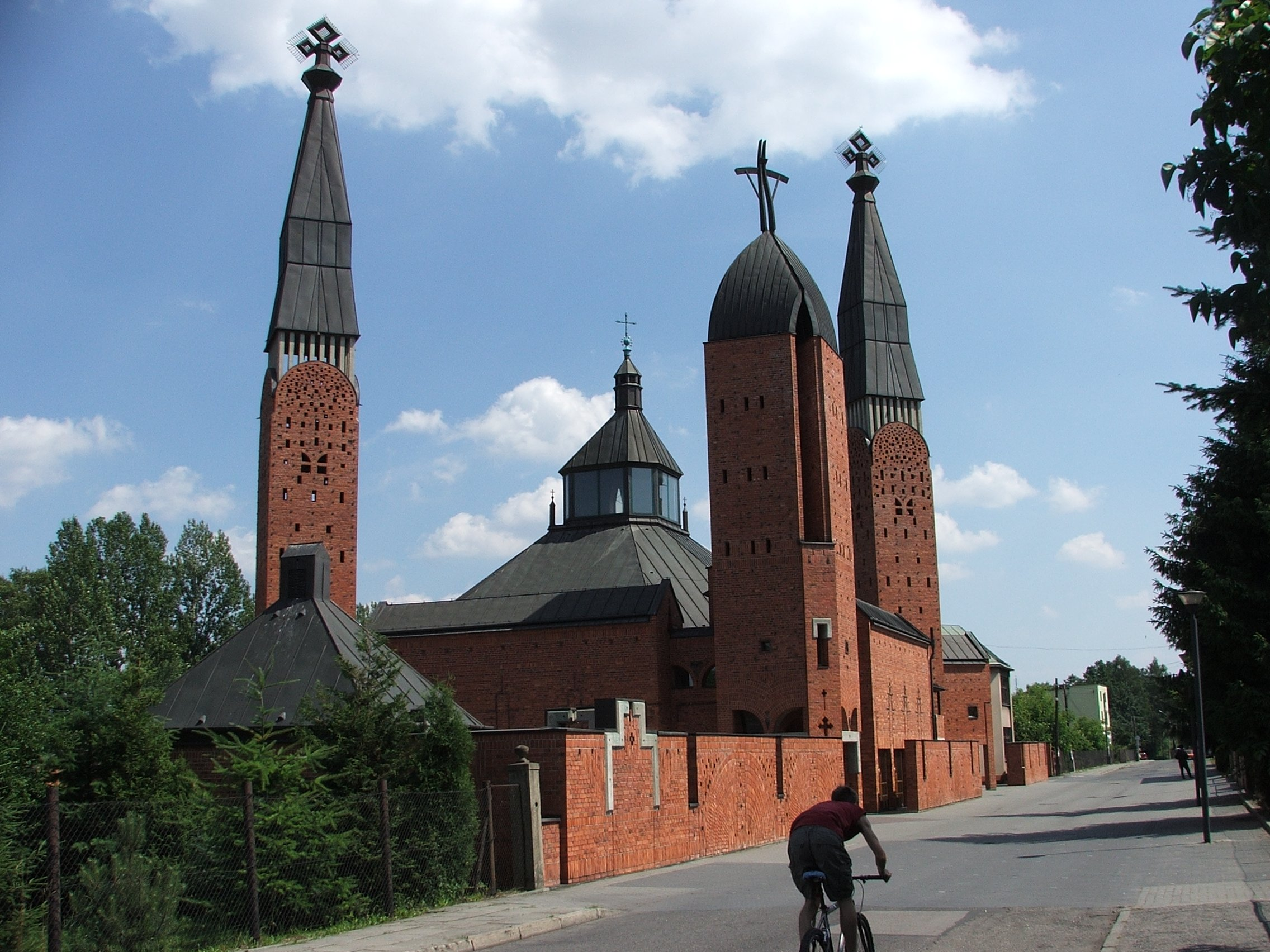
Jézus Krisztus a Megváltó temploma

## Testvérvárosok
- Slonim
- Orlová
- Hiddenhausen
- Łomża
- Zsolna